# Yōsuke Natsuki
Yōsuke Natsuki (夏木 陽介, Yōsuke Natsukii), né le 27 février 1936 à Tokyo et mort le 14 janvier 2018 dans la même ville, est un acteur et pilote automobile japonais.

## Biographie
Yōsuke Natsuki a tourné dans plus de 90 films entre 1958 et 2018.
Il a participé deux fois au Rallye Dakar en tant que pilote de course.

## Filmographie sélective

### Au cinéma
- 1958 : L'Homme H (美女と液体人間,, Bijo to ekitainingen?) d'Ishirō Honda
- 1958 : Desperado Outpost (独立愚連隊, Dokuritsugurentai?) de Kihachi Okamoto
- 1960 : À l'approche de l'automne (秋立ちぬ, Akitachinu?) de Mikio Naruse
- 1961 : Le Garde du corps (用心棒, Yōjinbō?) d'Akira Kurosawa
- 1962 : La Place de la femme (女の座, Onna no za?) de Mikio Naruse : Yutaka Aoyama
- 1962 : Rats d'égout en uniforme (どぶ鼠作戦, Dobunezumi sakusen?) de Kihachi Okamoto
- 1964 : Dogora, the Space Monster (宇宙大怪獣ドゴラ, Uchū daikaijū Dogora?) d'Ishirō Honda
- 1964 : Monster of Monsters: Ghidorah (三大怪獣 地球最大の決戦, San daikaijū: Chikyū saidai no kesse?) d Ishirō Honda
- 1984 : Le Retour de Godzilla (film, 1984) (ゴジラ, Gojira?) de Kōji Hashimoto
- 2005 : The Passenger de François Rotger
- 2008 : Guilala's Counterattack (ギララの逆襲/洞爺湖サミット危機一発, Girara no gyakushū : Tōya-ko samitto kikiippatsu?) de Minoru Kawasaki
- 2018 : Mifune: The Last Samurai de Steven Okazaki

### À la télévision
- 1975 - 1979 : G-Men '75 (G-メン '75?)
- 1980 : Shogun (mini-série) : Zataki
- 1983 : Tokugawa Ieyasu